# النجم اللامع
النجم اللامع مسلسل رسوم متحركة أمريكي عرض لأول مره في 8 سبتمبر 1973 واستمر عرضه حتى 12 أكتوبر 1974. تمت دبلجة المسلسل للغة العربية.

## روابط خارجية
- النجم اللامع على موقع IMDb (الإنجليزية)
- النجم اللامع على موقع ميتاكريتيك (الإنجليزية)
- النجم اللامع على موقع روتن توميتوز (الإنجليزية)
- النجم اللامع على موقع نتفليكس (الإنجليزية)
- النجم اللامع على موقع أول موفي (الإنجليزية)
- النجم اللامع على موقع فيلمافينيتي (الإسبانية)
- النجم اللامع على موقع كينوبويسك (الروسية)
- النجم اللامع على موقع ألو سيني (الفرنسية)
- النجم اللامع على موقع قاعدة بيانات الفيلم (الإنجليزية)
- Star Trek: The Animated Series في قاعدة بيانات الرسوم المتحركة الكبيرة
- Star Trek: The Animated Series at ويكيا
- Star Trek: The Animated Series on هولو
- Star Trek: The Animated Series at StarTrek.com
- StarTrekAnimated.com
- Star Trek: The Animated Series at TrekCore.com
- Guide to the Animated Star Trek at danhausertrek.com
- Star Trek: The Animated Series at Ex Astris Scientia
- Toon Trek: References to TAS in the Licensed Tie-ins
- Star Trek, the Forgotten Frontier: 1970s Animation, New York Times DVD review